# Lorenza Vigarani
Lorenza Vigarani (Bolonia, Italia, 10 de diciembre de 1969) es una nadadora italiana retirada especializada en pruebas de estilo espalda larga distancia, donde consiguió ser medallista de bronce mundial en 1994 en los 200 metros estilo espalda.

## Carrera deportiva
En el Campeonato Mundial de Natación de 1994 celebrado en Roma (Italia), ganó la medalla de bronce en los 200 metros estilo espalda, con un tiempo de 2:10.92 segundos, tras la china Cihong He  (oro con 2:07.40 segundos) y la húngara Krisztina Egerszegi (plata con 2:09.10 segundos).